# نیروگاه سیکل ترکیبی شیرکوه
نیروگاه سیکل ترکیبی شیرکوه یزد معروف به نیروگاه سیکل ترکیبی فراب یزد (در استان یزد، شهرستان اشکذر، کیلومتر ۲۶ جاده فولاد آلیاژی، افتتاح ۲۸ بهمن ۱۳۹۱)، یکی از نیروگاه‌های ایران از نوع سیکل ترکیبی با ظرفیت تولید ۴۸۴ مگاوات است که شامل ۲ واحد گازی ۱۶۲ مگاواتی مدل (V94.2(5 و ۱ واحد بخار ۱۶۰ مگاواتی مدل E-30-16-1*6.3 در زمینی به مساحت ۵۰ هکتار است. احداث نیروگاه به روش B.O.O (ساخت، تملیک و بهره‌برداری) توسط شرکت فراب انجام شده‌است.
سوخت این نیروگاه گاز طبیعی و نفت گاز (گازوئیل) است و ولتاژ خروجی آن ۴۰۰ کیلوولت است.
در پروژه ساخت نیروگاه، کارفرما شرکت فراب، مشاور کارفرما شرکت عامران افق و پیمانکاران پروژه شرکت توسعه ۲ مپنا و شركت نوتاش افرا بوده‌اند.

## روزشمار ساخت نیروگاه
قرارداد ساخت نیروگاه، ۱ دی ۱۳۸۸ به امضا رسید و عملیات اجرایی ساخت از سال ۱۳۸۹ شروع شد و اولین واحد گازی آن در ۶ اسفند ۱۳۹۱ و دومین واحد گازی در ۱۳ اسفند ۱۳۹۱ و تنها واحد بخار در ۲۷ بهمن ۱۳۹۲ وارد مدار شد.

## هزینه ساخت نیروگاه
تا بهمن ۱۳۹۱، مبلغ سرمایه‌گذاری شده در این نیروگاه ۲۴۷ میلیون یورو به اضافه ۶۰ میلیارد تومان است. همچنین، طول خط پست برقِ ۴۰۰ کیلوولتِ این نیروگاه ۴٫۶ کیلومتر است که با اعتبار کل ۳ میلیارد و ۴۰۰ میلیون تومان به بهره‌برداری رسید.